# Abd el-Kader (paquebot)
Abd el-Kader est le nom donné à un paquebot de la Compagnie générale transatlantique, en souvenir de l'émir algérien Abd el-Kader (1808-1883). 

## Historique
Le navire est mis en service en juillet 1880 sur les lignes d'Afrique du Nord, au départ de Marseille. En 1890, il subit une refonte complète. En 1905, il reçoit de nouvelles chaudières.
En mai 1881, dans le cadre de la campagne de Tunisie, il transporte, de Marseille à Bizerte, le 1er bataillon du 38e régiment d'infanterie
Affecté comme stationnaire aux Antilles en 1909, il est finalement démoli en 1922.